# Видемар
Видемар (њем. Wiedemar) општина је у њемачкој савезној држави Саксонија. Једно је од 36 општинских средишта округа Сјеверна Саксонија. Према процјени из 2010. у општини је живјело 2.170 становника. Посједује регионалну шифру (AGS) 14730340.

## Географски и демографски подаци
Видемар се налази у савезној држави Саксонија у округу Сјеверна Саксонија. Општина се налази на надморској висини од 115 метара. Површина општине износи 34,4 km². У самом мјесту је, према процјени из 2010. године, живјело 2.170 становника. Просјечна густина становништва износи 63 становника/km².

## Међународна сарадња
| Мјесто   | Држава    | Врста сарадње | Од    |
| -------- | --------- | ------------- | ----- |
| Раковник | Чешка     | контакт       | 1966. |
| Алегр    | Француска | партнерство   | 2005. |
| Извор    |           |               |       |